# الراهب الأسود (رواية)

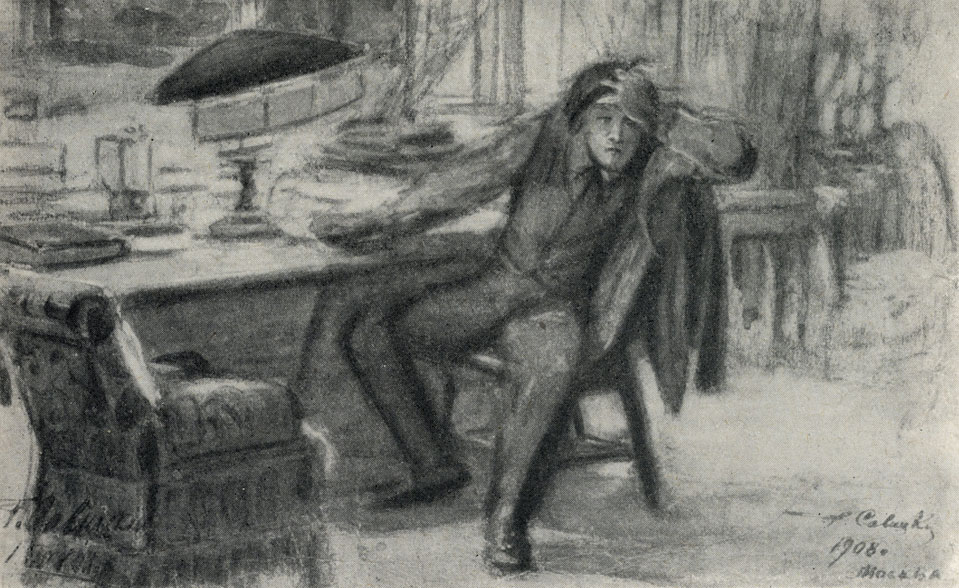
الراهب الأسود (أنطون تشيخوف) 1894

الراهب الأسود (بالروسية: Чёрный мона́х) (بالإنجليزية: The Black Monk) رواية للكاتب الروسي أنطون تشيخوف صدرت عام 1894 باللغة الروسية، وهي الرواية القصيرة الفلسفية الأخيرة لتشيخوف.
نُشرت الرواية، المقسمة إلى تسعة فصول، والتي وصفها تشيخوف بأنها «رواية طبية، تاريخية، مرضية»، بطلها شابا يعاني من أوهام العظمة، صدرت لأول مرة في يناير 1894، في نفس العام تم تضمينها في المجموعة القصصية «الروايات والقصص»، وأدرجها تشيخوف في المجلد الثامن من أعماله المجمعة، الذي نشره أدولف ماركس في 1899 - 1901. وفي 7 يوليو 1898، طالب الكاتب الصحفي روبرت إدوارد كروزير بالحصول على إذن لترجمة العديد من قصص تشيخوف إلى اللغة الإنجليزية. أصبحت مجموعة «الراهب الأسود وحكايات أخرى The Black Monk, and Other Stories» التي صدرت في بريطانيا عام 1903، أول مجموعة تعرف القراء البريطانيين على كتابات تشيخوف.
تدور القصة حول «كوفرين» الحاصل على الماجستير في الفلسفة، والذي يعاني من هلوسات، حيث يرى راهبا يرتدي رداء أسود فيقنعه بأنه يمتلك طاقة خارقة القدرات ومقدر لها أن تقود البشرية إلى الحياة الأبدية والحقيقة الأبدية، فيتخلى «كوفرين» عن زوجته وعائلته ويتجول بحثًا عن أوهامه المفقودة.

## خلفية الرواية
أبلغ تشيخوف صديقه الصحفي والناشر أليكسي سوفورين في رسالة أرسلها له في 28 يوليو 1893، أنه انتهى لتوه من "رواية صغيرة، مجرد بعض تساؤلات"، وأضاف ساخرًا إلى حد ما "تعال لزيارتي هنا، وسأعطيها لك لتقرأها". اقترح سوفورين نشر القصة في مجلة "نوفوي فريميا"، لكن تشيخوف رفض العرض، وفي وقت لاحق، وبعد قراءة القصة، سأل سوفورين إلى أي مدى تعكس هذه القصة الحالة العقلية للمؤلف. أجاب تشيخوف في رسالة 25 يناير 1894 قائلاً: "عندما يصور الكاتب شخصًا مريضًا، فهذا لا يعني أنه مريض هو نفسه... أردت فقط تصوير رجل يعاني من أوهام العظمة. أتت إلي صورة راهب يتجول في الحقول في المنام، وعندما استيقظت أخبرت هذا المنام للكاتبة "ميشا".
أفاد شقيق تشيخوف، وهو المسرحي ميخائيل، بأن القصة عكست، من نواح كثيرة، تجربة تشيخوف نفسه في المنطقة الريفية الروسية مليخوفو، حيث شارك تشيخوف بجدية في البستنة: "في الصباح الباكر... يأتي إلى الحديقة ويفحص بعناية كل شجرة، كل شجيرة، ربما لبعض التشذيب، أو مجرد التحديق فيها، وتفقد شيء ما. كانت ليكا ميزينوفا تجلس على البيانو الكبير وتغني أغنية "أسطورة والاشيان" التي كانت ذائعة الصيت آنذاك للموسيقي الإيطالي براجا، أغنية تسمع فيها فتاة مريضة صوت الملائكة تغني، وتطلب من والدتها أن تأتي إلى الشرفة وتخبرها من أين تأتي هذه الأصوات. أحب تشيخوف تصوف هذه الرومانسية الجميلة، وأذكر هذا لأنه كان مرتبطًا بشكل مباشر بأصول قصة "الراهب الأسود".
كانت تلك الأيام صعبة بالنسبة لتشيخوف من الناحية النفسية، حيث كان يعاني من القلق والأرق. كتب إلى سوفورين في 28 يوليو 1883 قائلاً: "كنت سأهرب إليكم بشغف في بطرسبورغ، هذه هي حالتي المزاجية، بسبب احتدام الكوليرا، ويعاني من البحث عن بعض الوحدة، والمزاج السيكوباتي، وكتب إلى سوفورين في يناير 1894: "لا أعتقد أنني أعاني من بعض الأمراض النفسية، يبدو أن إرادة الحياة قد تركتني، على الرغم من أنني لا أعتقد أنه أي نوع من المرض، ربما شيء عابر وتافه". أضاف ميخائيل: "إن أعصاب تشيخوف تعطلت تمامًا بسبب الإرهاق، وكاد أن يفقد النوم، وبمجرد أن يبدأ في النعاس، نجد قوة غريبة تدفعه للاستيقاظ، كان الأمر كذلك، وخلال إحدى الليالي السيئة كان لديه رؤية ذهنية لراهب أسود، لقد كان لها تأثير هائل على شقيقي، ولن يكون قادرًا على التخلص منه، وعاد إلى ذكر هذا الراهب في محادثاته من وقت لآخر، وفي النهاية كتب قصته المعروفة عنه".

## مقتطفات من الرواية
كتب تشيخوف: «أصيب أندريه فاسيليفتش كوفرين، حامل ماجستير الفلسفة، بالإرهاق وانهارت أعصابه. ولكنه لم يتعالج، بل تحدث ذات مرة بصورة عابرة مع طبيب من أصدقائه وهما يحتسيان الخمر، فنصحه هذا بقضاء الربيع والصيف في الريف. وبالمناسبة فقد تلقى رسالة طويلة من تانيا بيسوتسكايا، طلبت منه فيها أن يأتي إلى ضيافتهم في بوريسوفكا، فقرر أنه بالفعل بحاجة إلى السفر... سافر بالخيول إلى وصيه ومربيه السابق بيسوتسكى خبير البساتين المعروف في روسيا كلها... وصل كوفرين إلى آل بيسوتسكى مساء، في حوالي العاشرة، ووجد تانيا وأباها يجور سيميونيتش... جلس كوفرين مع تانيا المساء كله».
كان كوفرين قد ترك ضيعة عائلته منذ خمس سنوات، وأصبح شخصية معروفة، وعاد ليجد تانيا قد شبت، وأن أباها يحبه أكثر من حبه لابنته تانيا حسب تعبيرها، وجال بخاطر كوفرين أنه قد يقع في حب تانيا. قضى كوفرين أياماً في هذا الريف الهادئ، ويروي ذات مرة قصة لتانيا، ويكتب تشيخوف:
«منذ الصباح تشغل بالي إحدى الأساطير، لا أذكر هل قرأتها في كتاب ما أو سمعتها، ولكنها أسطورة غريبة، لا مثيل لها. فهي، قبل كل شيء، لا تتميز بالوضوح. فقبل ألف عام سار راهبا يرتدي السواد، في الصحراء، في مكان ما في سوريا أو الجزيرة العربية.. وعلى بعد عدة أميال من المكان الذي كان يسير فيه رأى الصيادون راهبًا آخر كان يمشي ببطء على سطح البحيرة. وكان هذا الراهب الثاني سراباً. والآن انسى كل قوانين البصريات، التي يبدو أن الأسطورة لا تعترف بها، واسمعي التالي: من ذلك السراب تكون سرابا آخر، ومن الآخر تكون ثالثا، حتى أن صورة الراهب الأسود أصبحت تتنقل بلا نهاية من إحدى طبقات الجو إلى الأخرى. وشوهد تارة في إفريقيا وتارة في إسبانيا، وتارة في الهند، وتارة في أقصى الشمال.. وأخيرًا تجاوز نطاق الغلاف الجوي الأرضي وأصبح الآن يضرب في الكون دون أن يصادف محيطًا تنطفئ صورته فيه. وربما يرونه الآن في مكان ما على المريخ، أو في أحد نجوم الصليب الجنوبي. ولكن أهم ما في الأمر يا عزيزتي، الشيء المحوري في الأسطورة: هو أنه بعد ألف عام بالضبط من ذلك الزمن الذي كان الراهب فيه يقطع الصحراء؛ سيعود السراب ثانية إلى الغلاف الجوي الأرضي، ويظهر للناس. وكما لو كانت هذه الأعوام الألف على وشك الانقضاء.. وحسب مغزى الأسطورة فعلينا أن نتوقع ظهور الراهب الأسود بين يوم وليلة ... ترك تانيا تنصرف إلى ضيوفها وخرج من المنزل وتجول متفكرا بجوار أحواض الزهور. كانت الشمس تغرب ولأن الزهور قد رشت لتوها بالماء فقد تضوعت برائحة رطبة مثيرة للأعصاب. وتردد الغناء في المنزل من جديد، وبدا صوت الكمان من بعيد أشبه بصوت بشري. وأجهد كوفرين فكره ليتذكر أين قرأ أو سمع الأسطورة».
يصف تشيخوف بطل قصته وهو يتجول في مساءً ريفي ساحر، ويكتب:
«مرق بجواره راهب في حلة سوداء، برأس أشيب وحاجبين أسودين. وقد عقد ذراعيه على صدره.. ولم تكن قدميه الحافيتين تمسان الأرض. وبعد أن مرق إلى مسافة ثلاث أذرع، التفت إلى كوفرين وأومأ برأسه وابتسم له ابتسامة رقيقة ولكنها في الوقت نفسه ماكرة. ولكن كم كان وجهه شاحباً، شاحبًا إلى درجة فظيعة ونحيلاً، وأخذ يكبر مرة أخرى فعبر النهر طائراً وارتطم دون صوت بالشاطئ الطيني والصنوبرات، ونفذ من خلالها، ثم اختفى كالدخان. ودمدم كوفرين أرأيتم إذن.. وهكذا فالأسطورة صادقة. لم يحاول أن يشرح لنفسه هذه الظاهرة الغريبة، وأرضاه فحسب أنه استطاع أن يرى بهذا القرب والوضوح لا حلة الراهب السوداء فقط، بل وجهه وعينيه أيضاء فعاد إلى المنزل وهو يشعر باضطراب لطيف».
يقضي كوفرين أيامه في الريف ويندمج في مشاكل تانيا وأبوها والزراعة ومشاكل مع عمال الزراعة، والإصلاح بين معارك تانيا مع أبيها، ولكن تظل اسطورة الراهب الأسود تلاحقه، ويكتب تشيخوف:
"وما إن تذكر الأسطورة ورسم في خياله ذلك الشبح الأسود الذي رآه في حقل الجودار، حتى خرج من وراء الصنوبرة، قبالته تماما بدون صوت دون أدنى حفيف، رجل متوسط القامة، برأس أشيب حاسر، متشحا بالسواد، حافي القدمين أشبه بالشحاذ، وفي وجهه الشاحب، كوجه ميت، برز بحدة حاجباه الأسودان. اقترب هذا الشحاذ، أو الجوال، من الأريكة دون صوت فجلس وهو يومئ برأسه محيياً فعرف فيه كوفرين الراهب الأسود. ومضت دقيقة وهما يتبادلان النظر.. كوفرين بذهول، والراهب برقة، وكما في المرة السابقة، بشيء من المكر، وبتعبير من يعرف شيئًا ويخفيه. وقال كوفرين: ولكنك سراب، فلماذا أنت هنا ؟ ولماذا أنت جالس لا تتحرك ؟ إن هذا لا يتفق والأسطورة. فأجابه الراهب بعد فترة، بصوت خافت، ملتفتا بوجهه نحوه: هذه سيان، الأسطورة، والسراب، وأنا.. كل ذلك من وحي خيالك المستثار، أنا شبح. فسأله كوفرين: إذن فلست موجودًا ؟ فكر كما تشاء، أجاب الراهب، وابتسم بوهن: أنا موجود في خيالك، وخيالك جزء من الطبيعة، وإذن فأنا موجود في الطبيعة. قال كوفرين: وجهك عجوز وذكي جداً، ومعبر إلى أقصى حد، كأنك عشت بالفعل أكثر من ألف عام. لم أكن أعرف أن خيالي قادر على خلق هذه الخوارق. ولكن لماذا تنظر إلي بهذا الإعجاب؟ هل أروق لك ؟ أنت تخدم الحقيقة الخالدة، وأفكارك ونواياك وعلمك المدهش وحياتك لما هو خالد.
- تقول: الحقيقة الخالدة.. ولكن هل يستطيع الناس بلوغ الحقيقة الخالدة، وهل هم بحاجة إليها إذا لم تكن هناك حياة خالدة ؟
فقال الراهب: بل هناك حياة خالدة.
- أتؤمن بخلود البشر ؟
- نعم طبعًا. إن مستقبلاً عظيمًا باهرًا ينتظركم، أنتم البشر، وكلما كثر أمثالك على الأرض، تحقق هذا المستقبل أسرع، فلولاكم أنتم الذين تخدمون الغاية الأسمى، وتعيشون بوعي وحرية، لكانت البشرية تافهة، ولو تطورت وفق النظام المألوف لظلت طويلا تنتظر نهاية تاريخها الأرضي. أما أنتم فسوف تدخلونها ملكوت الحقيقة الخالدة قبل الأوان ببضع آلاف من السنين، وتلك هي الخدمة الجليلة التي ستقدمونها، أنتم تجسدون البركة الإلهية التي لم يحظ بها البشر.
فسأل كوفرين: ما هي غاية الحياة الخالدة ؟
- كغاية كل حياة: المتعة، إن المتعة الحقيقية هي في المعرفة، والحياة الخالدة ستقدم منابع عديدة لا تنفد للمعرفة، وفي هذا المعنى بالذات قيل: إن في بيت أبى منازل كثيرة (إنجيل يوحنا الفصل الرابع عشر - الآية 2)
قال كوفرين: غريب إنك تكرر ما يطوف كثيراً بذهني، كأنك تلصصت وتنصت إلى أفكاري المكنونة، ولكن دعنا نترك الحديث عن شخصي. ما الذي تعنيه بالحقيقة الخالدة ؟ لم يرد الراهب. وتطلع كوفرين إليه فلم يميز وجهه.. تضببت ملامحه وتلاشت، ثم أخذ يختفي رأس الراهب ويداه، واختلط بدنه بالأريكة وغسق المساء، ثم تلاشى تمامًا.
تمر الأيام وكوفرين يعيش قصة حب مع تانيا ويعرض عليها الزواج، ويكتب تشيخوف عن سعادة كوفرين في هذه الفترة قائلاً:
"بعد كل لقاء مع تانيا كان يعود إلى غرفته سعيداً معجبًا، وبنفس الهيام الذي قبل به تانيا منذ قليل وباح لها بحبه، يكب على كتاب، أو على مخطوطه. كان ما قاله الراهب الأسود عن أبناء الله المختارين، عن الحقيقة الخالدة، عن مستقبل البشرية الباهر وغير ذلك يضفي على عمله أهمية خاصة، غير عادية، ويملأ روحه بالاعتزاز والإدراك لسموه. وكان يلتقي بالراهب الأسود مرة أو مرتين أسبوعيّاً في الحديقة، أو في المنزل، فيتحدث معه طويلاً، ولكن ذلك لم يخفه، بل بالعكس أثار إعجابه لأنه أصبح على ثقة تامة بأن مثل هذه الرؤى لا تراود إلا المختارين، البارزين الذين وهبوا حياتهم لخدمة الفكرة. وذات مرة جاء الراهب أثناء الغداء فجلس بجوار النافذة في غرفة الطعام، وفرح كوفرين، وأدار حديثًا مع يجور سيميونيتش وتانيا بمهارة كبيرة عما يمكن أن يكون شبقًا للراهب. وأصغى الضيف الأسود وهو يهز رأسه ببشاشة، وأصغى يجور سيميونيتش وتانيا أيضًا وهما يبتسمان بمرح دون أن يفطنا إلى أن كوفرين لا يتحدث إليهما بل إلى تهيؤاته، لم يلاحظوا كيف اقترب صيام الرفع، وسرعان ما تبعه يوم العرس ... أطفأ كوفرين الشمعة ورقد. وظل ممددًا فترة طويلة بعينين مغمضتين، ولكنه لم يستطع أن ينام لأن الجو في غرفة النوم، كما خيل إليه، كان حارّاً، وكانت تانيا تهذي، وفي الرابعة والنصف أشعل الشمعة ثانية، وفى تلك اللحظة رأى الراهب الأسود جالسًا في المقعد قرب السرير. "مرحبًا" قال الراهب، ثم صمت قليلاً وسأله: فيم تفكر الآن ؟ فقال كوفرين: في الصيت، في الرواية الفرنسية التي كنت أقرأها لتوي، يصور المؤلف شخصاً عالمًا شاباً يرتكب الحماقات ويذوى من الحنين إلى الصيت. هذا الحنين غير مفهوم لى.
- لأنك ذكى، أنت تنظر إلى الصيت بلا مبالاة، كدمية لا تثير اهتمامك
- نعم هذا صحيح
- والشهرة لا تروق لك، فما هو الأمر المغرى، أو المسلى، أو ذو العبرة في أن ينقشوا اسمك على تمثال القبر، ثم يمحو الزمن هذه الكتابة مع طلائها المذهب ؟ ثم إنكم، ولحسن الحظ، أكثر من أن تحتفظ الذاكرة البشرية الضعيفة باسمائكم.
- مفهوم، ثم ما الداعي لتذكرها ؟ لكن هيا نتحدث عن شئ آخر، عن السعادة مثلا، ماهى السعادة ؟
يواصل كوفرين العيش في خيالاته متحدثاً مع الراهب الأسود، ويكتب تشيخوف:
"وفى تلك الأثناء كانت تانيا قد استيقظت، وأخذت تنظر إلى زوجها بذهول، ورعب، كان يتحدث مخاطبًا المقعد، وهو يشيح بيديه ويضحك، وكانت عيناه تلمعان، وكان في ضحكه شيء ما غريب.
- أندريوشا مع من تتحدث ؟ سألته تانيا وهى تشد يده التي مدها نحو الراهب.
- أندريوشا مع من تتحدث ؟ فقال كوفرين محرجاً:
- آه ؟ مع من ؟ معه.. ها هو ذا جالس - قال مشيرًا إلى الراهب الأسود.
- لا أحد هنا، لا أحد، أندريوشا، أنت مريض!
وعانقت تانيا زوجها والتصقت به كأنما تحميه من الرؤى وأغمضت عينيه بيدها، وانتحبت وبدنها كله يرتجف.
تهتم تانيا ووالدها بحالة كوفرين الذي يتعافى من حالات الذهول ومخاطبة الراهب الأسود الغير متواجد، ويشعر كوفرين بالفراغ والملل، ويكتب تشيخوف:
"وقال كوفرين: ما كان أسعد بوذا ومحمد وشكسبير لأن أقاربهم الطيبين والأطباء لم يعالجوهم من النشوة والوحى! لو أن محمدًا كان يتناول بروميد البوتاسيوم من الأعصاب، ويعمل ساعتين فقط في اليوم ويشرب اللبن لما تبقى بعد هذا الإنسان الرائع ... أحس بضيق شديد ولكي لا يتفوه بما لا داعى له نهض بسرعة ودخل
المنزل ... حصل كوفرين على كرسي أستاذ مستقل، وتحدد موعد محاضرته الافتتاحية في الثاني من ديسمبر، وعلق إعلان بذلك في ممر الجامعة، ولكنه في اليوم المحدد أرسل إلى مسئول الطلاب برقية يعتذر فيها عن عدم استطاعته إلقاء المحاضرة لمرضه. نزف دما من حلقه، كان قبلها يبصق دماء ومرتين في الشهر ينزف بغزارة ... لم يعد يعيش مع تانيا بل مع امرأة أخرى كانت تكبره بعامين، وتعتني به كما يعتنى بطفل، وكان مزاجه مسالماً مستكيناً، فقد كان يطيعها عن طيب خاطر.
تستمر حياة الخواء والملل، ويتسلم خطاباً من تانيا تعلمه بموت والدها، وتتهمه بقتله وتصفه بالمجنون، ويقرر أن يجلس ليعمل ليتغافل عن ما يصادفه، ويكتب تشيخوف:
"وباختصار فلكى يبلغ منزلة العالم المتوسط كان عليه، هو كوفرين، أن يدرس خمسة عشر عاماً ويعمل ليل نهار ويصاب بمرض نفسي عضال، ويخوض تجربة زواج فاشل، ويرتكب الكثير من الحماقات، والمظالم التي يسعده ألا يتذكرها. كان كوفرين يدرك الآن بوضوح، أنه شخص عادي، وقنع بذلك عن طيب خاطر، لأن كل إنسان، حسب رأيه، ينبغى أن يرضى بما هو عليه ... وفجأة تردد من الطابق الأدنى تحت الشرفة عزف كمان، وغنى صوتان نسائيان رقيقان. وبدا ذلك شيئًا مألوفا. كانت الأغنية التي غنوها في الأسفل تتحدث عن فتاة ما مصابة بالوهم، سمعت ليلاً في الحديقة أصواتاً غامضةً، فاعتبرها هارموني مقدساً، ليس مفهوماً لنا، نحن الفانين، واحتبست أنفاس كوفرين، وعصر الحزن قلبه، ورفرفت في صدره فرحة رائعة حلوة منسية منذ زمن بعيد، وعلى ضفة الخليج الأخرى ظهر عمود أسود طويل يشبه الزوبعة أو الدوامة الهوائية. وتحرك فوق الخليج بسرعة رهيبة متجها نحو الفندق وهو يزداد انكماشا وقتامة، فلم يتمكن كوفرين من التنحي إلا بالكاد ليفسح له الطريق.. ومرق الراهب الأسود برأسه الأشيب الحاسر وحاجبيه الأسودين، وقدميه الحافيتين ويديه المعقودتين على صدره بجوار كوفرين وتوقف في وسط الغرفة وسأل بعتاب وهو ينظر إلى كوفرين برقة: لماذا لم تصدقني ؟ لو صدقت ما قلته لك آنذاك بأنك عبقري لما قضيت هذين العامين بهذا الحزن والجدب. أصبح كوفرين الآن يؤمن بأنه من أبناء الله المختارين وعبقري، وتذكر على الفور كل أحاديثه السابقة مع الراهب الأسود، وأراد أن يتكلم، ولكن الدم سال من حلقه على صدره مباشرة، فأخذ، وهو لا يدري ماذا يفعل، يمسح بيديه على صدره، فتبللت أساوره بالدم، وأراد أن يدعو فارفارا نيكولايفنا التي كانت نائمة خلف الحاجز، فتحامل على نفسه وتمتم: تانيا! ... كان ينادى تانيا، ينادى البستان الكبير بأزهاره الفاخرة المبللة بالندى، ينادى الحديقة، وأشجار الصنوبر ذات الجذور الكثة، حقل الجودار، وعلمه البديع، وشبابه، وجسارته، وفرحته. كان ينادى الحياة التي كانت جد رائعة. ورأى بجوار وجهه على الأرض بركة دم كبيرة، ولم يعد بوسعه من شدة الضعف أن ينطق بكلمة واحدة، ولكن سعادة لا نهائية لا توصف ملأت كل كيانه، وفي الأسفل تحت الشرفة كانوا يعزفون سيرنادا، بينما راح الراهب الأسود يهمس له بأنه عبقرى، وبأنه لا يموت إلا لأن جسده البشرى الضعيف قد فقد توازنه، ولم يعد قادرًا على أن يكون غلافا يحفظ العبقرية عندما استيقظت فارفارا نيكولايفنا وخرجت من وراء الحاجز كان كوفرين قد فارق الحياة، وعلى وجهه ارتسمت ابتسامة عذبة.

## استقبال الرواية والتعليقات
بعد نشر «الراهب الأسود» كتب إليه الكثيرين للتعبير عن سعادتهم وامتنانهم، ومن بينهم الصحفي ميخائيل مينشيكوف، وكاتبة روايات الأطفال (ومالكة عقار بابكينو) ماريا كيسيليوفا، وأيضا الكاتب والناشر والشاعر الروسي إيفان جوربونوف - بوسادوف. كتب رجل الدين الأب سيرجي (س. بيتروف) إلى تشيخوف في 8 مايو 1897: «لقد قرأت قصتك الراهب الأسود، وفقدت عقلي تمامًا»، أيضاً جافريلا روسانوف (صديقة أشهر كتاب العالم ليف تولستوي) والتي أخبرت تشيخوف، في 14 فبراير، عن مدى ولع تولستوي بالقصة حيث قال: «إنها أعجوبة، فقط أعجوبة». ومع ذلك، فإن المراجعات النقدية المعاصرة، والتي ركزت في الغالب على مناقشة التفاصيل الفنية لجنون البطل، استاءت من تشيخوف بشدة. قال الكاتب سيرجي سيميونوف إن فكرة «الراهب الأسود» العامة أسيء فهمها تمامًا.
قال القانوني والشاعر الروسي سيرجي أندريفسكي: «يقدم الراهب الأسود تصويرًا عميقًا وثاقبًا للمرض النفسي ... تم رسم شخصيات مالك العقار المتعصب، وإبنته الجذابة شديدة الحساسية بدرجة تعبيرية عالية ... يؤدي سوء التفاهم القاتل بين المريض والصحيح إلى مأساة مروعة لا معنى لها».
رأى ألكسندر سكابيتشيفسكي القصة على أنها ليست سوى «وصف غريب لعملية جنون الإنسان»، والتي «لا يمكن للقارئ أن يستخلص منها أي استنتاج أو فكرة». «قد يكون هذا غير مقصود، لكن يبدو أن ما قصده تشيخوف هنا هو أن ... التطلعات القوية، والعواطف النبيلة الحقيقية هي فقط لأولئك المعرضين لمطاردة الظلال الطيفية».
كتب ياسر زمو على موقع العربي الجديد في 10 يونيو 2021: «الأعمال التي كُتبت بعد عام 1885، وهي المرحلة التي تبلورت فيها موهبة تشيخوف وكانت في أوج تألُّقِها، وصدرت فيها أروع أعماله الأدبية مثل» السيّدة صاحبة الكلب«و» الرهان«و«الراهب الأسود» و» العنبر رقم 6«، وهي الفترة التي أعتبرها فترة تحوّل تشيخوف الشاب، الساخر، المنفتح على الحياة والحائم في سمائها كفراشة ربيعية، إلى تشيخوف الجادّ، المتسائل، الذي يطرح في أعماله أسئلة عن معنى الوجود في ظلّ ما يقاسيه الفقراء والفلّاحون من ظروف سيّئة، أو عند الغني الذي أعمت التخمة بصيرته، والمثقّف الذي لا ينتفع بثقافته أحدٌ، ولا هو نفسه ينتفع بعلمه وثقافته، ولا يدري أهو على حقّ في تبنّيه لفكرةٍ ما أو قيامه بسلوكٍ معين».

## وصلات خارجية
https://www.ibiblio.org/eldritch/ac/blackmonk.htm الراهب الأسود (رواية)
http://www.bongiornoproductions.com/THE_BLACK_MONK/The_Black_Monk.html الراهب الأسود (رواية)